# Spoorlijn Homburg - Staudernheim
De spoorlijn Homburg - Staudernheim, ook wel Glantalbahn genoemd, is een Duitse spoorlijn tussen de plaatsen Homburg in Saarland en Staudernheim in Rijnland-Palts. De lijn is als spoorlijn 3281 onder beheer van DB Netze.

## Geschiedenis
Het traject werd door de Pfälzische Ludwigsbahn-Gesellschaft in fases geopend:
- 26 oktober 1896: Lauterecken - Odernheim
- 1 juli 1897: Odernheim - Staudernheim
- 1 mei 1904: Homburg - Glan-Münchweiler, Altenglan - Lauterecken en Odernheim - Bad Münster am Stein

Het gedeelte tussen Glan-Münchweiler en Altenglan was reeds op 20 september 1868 geopend als onderdeel van de lijn Landstuhl - Kusel.
Op 1 januari 1909 werd de Glantalbahn van de Pfälzische Ludwigsbahn-Gesellschaft overgenomen door de Bayerischen Staatseisenbahnen.
Tussen 1981 en 1986 werd het personenvervoer op de lijn, met uitzondering van het gedeelte Glan-Münchweiler - Altenglan stilgelegd. Op het zuidelijke gedeelte tussen Schöneber-Kübelberg en Glan-Münchweiler was het goederenvervoer reeds opgeheven waarna dit gedeelte in 1987 werd opgebroken. Het noordelijke gedeelte van de lijn tussen Altenglan en Staudernheim werd gesloten in 1996. Thans is dit gedeelte in gebruik voor draisines.

## Treindiensten
De Deutsche Bahn verzorgt het personenvervoer op dit traject met RB-treinen.
| Serie | Treinsoort                    | Route | Bijzonderheden                             |
| ----- | ----------------------------- | --- | ------------------------------------------ |
| RB 67 | Regionalbahn (DB Regio Mitte) | [ Kaiserslautern Hbf – Einsiedlerhof – Kindsbach – ] Landstuhl – Ramstein – Glan-Münchweiler – Altenglan – Kusel | alleen in de spits van/naar Kaiserslautern |

## Aansluitingen
In de volgende plaatsen is of was er een aansluiting op de volgende spoorlijnen:
Homburg (Saar) Hauptbahnhof
DB 3250, spoorlijn tussen Saarbrücken en Homburg
DB 3280, spoorlijn tussen Homburg en Ludwigshafen
DB 3282, spoorlijn tussen Homburg en Neunkirchen
DB 3283, spoorlijn tussen Homburg en Einöd
DB 3284, spoorlijn tussen Homburg Hauptbahnhof en Homburg Rangierbahnhof
Glan-Münchweiler
DB 3306, spoorlijn tussen Landstuhl en Glan-Münchweiler
Altenglan
DB 3202, spoorlijn tussen Altenglan en Kusel
Lauterecken-Grumbach
DB 3302, spoorlijn tussen Kaiserslautern en Lauterecken-Grumbach
Staudernheim
DB 3511, spoorlijn tussen Bingen en Saarbrücken
Bad Münster am Stein
DB 3320, spoorlijn tussen Hochspeyer en Bad Münster am Stein
DB 3511, spoorlijn tussen Bingen en Saarbrücken

## Galerij

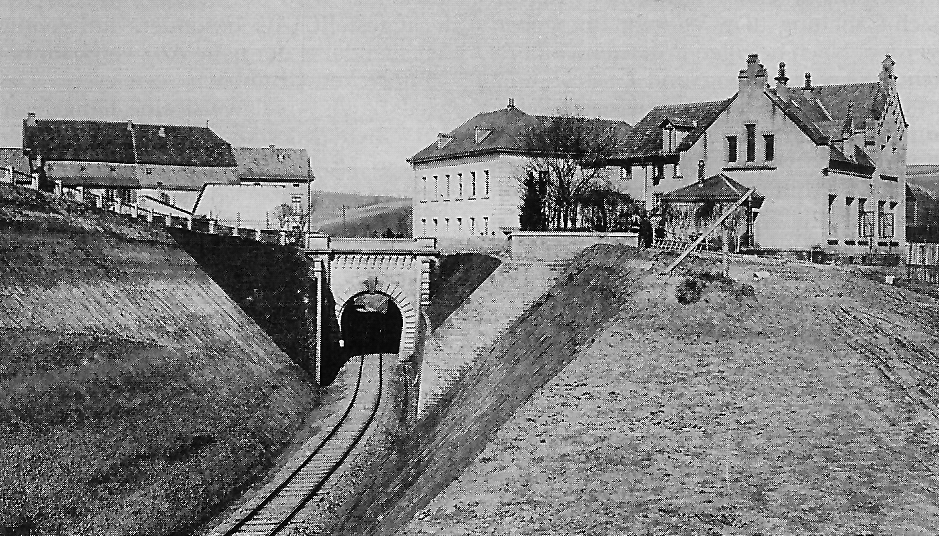
Tunnel van Meisenheim eind 19e eeuw
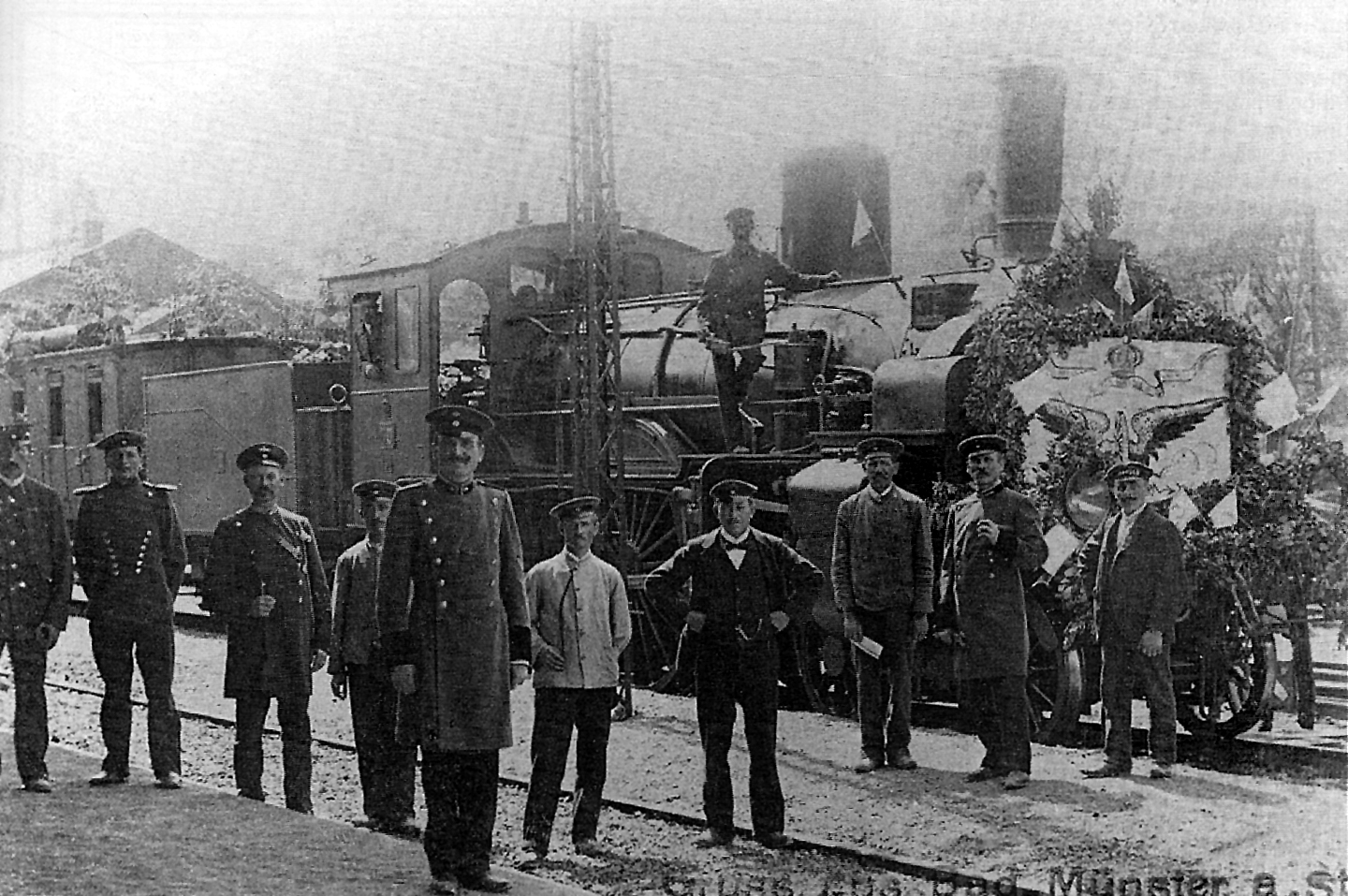
Openingsrit in Bad Münster in 1904
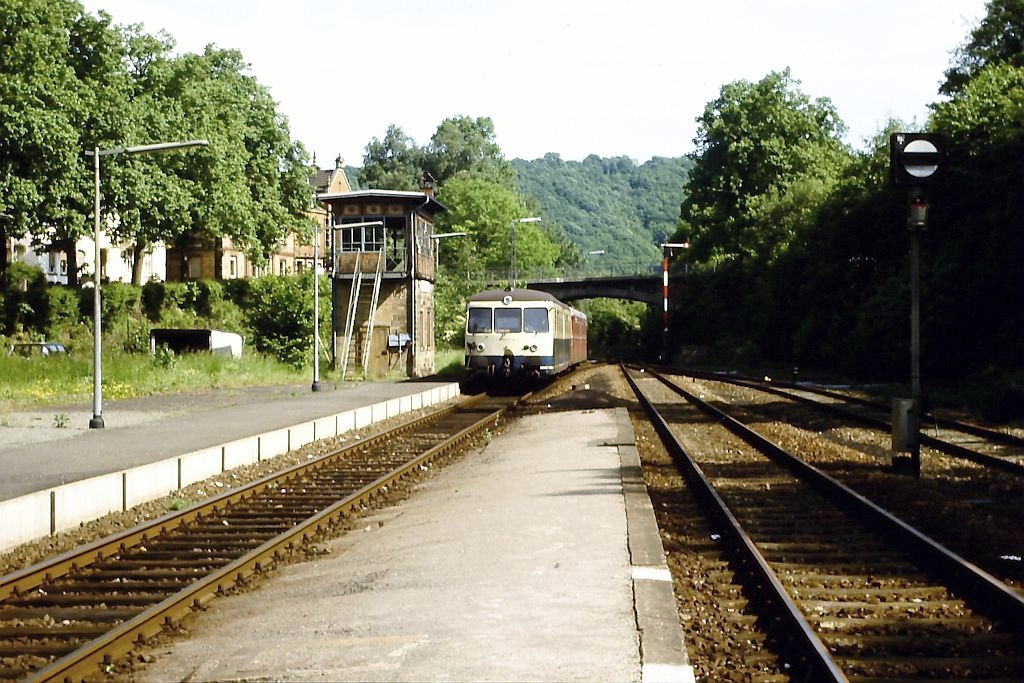
Station Meisenheim in 1986
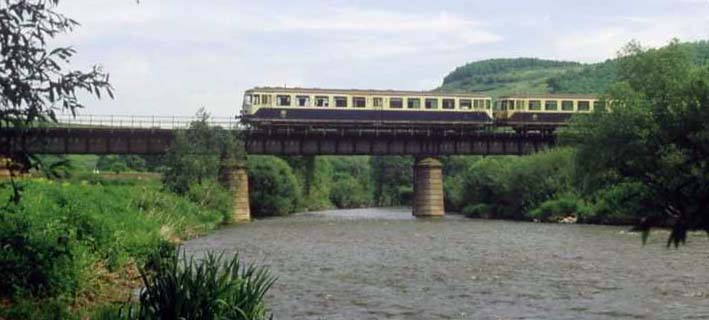
Spoorbrug over de Nahe bij Staudernheim